# Super Eight (Idol-Gruppe)
Super Eight sind eine japanische Boygroup der Musikagentur Johnny & Associates, deren Mitglieder aus der Kansai-Region stammen.
Die Band wurde 2002 unter dem Namen Kanjani⚭ (jap. 関ジャニ⚭, Kanjani eight; Bedeutung: Kan abgeleitet von Kansai und Jani abgeleitet von Johnny’s) gegründet, machte aber ihr Debüt als „Johnny’s moderne Enka Gruppe“ erst im Jahre 2004. Obwohl sie im Genre des Enkas eingeordnet wurden, können sie mittlerweile eine große Bandbreite an Musikgenres aufweisen – von Rock und Pop, über Balladen und Blues bis hin zum Funk und Jazz, wobei auch einige ihrer Lieder komödienhaft dargelegt werden, wie zum Beispiel Sukiyanen, Osaka, einem ihrer populärsten Lieder.
Die Verbundenheit Kanjanis mit Osaka, der kulinarischen Hauptstadt der Kansai-Region, spiegelt sich oft in ihren Liedern wider. So wird oft in ihren Liedern Osaka besungen, oder aber die Liebe zur Stadt kommt schon in den Titeln zum Ausdruck, wie zum Beispiel im bereits erwähnten Sukiyanen, Osaka, Osaka Rainy Blues, Osaka Obachan Rock oder aber Osaka Romanesque.
Die Band erfüllt wie alle anderen Bands in Johnny & Associates die Voraussetzungen, singen und tanzen zu können. Darüber hinaus verfügen sie über viele weitere Talente, wie das Moderieren von TV Shows, Schauspielern, das Spielen von Instrumenten und sogar Manzai, eine japanische Variante der Stand-Up-Comedy.

## Mitglieder
- Yokoyama Yū (bürgerl. Yokoyama Kimitaka 横山裕, *9. Mai 1981), auch Yoko genannt, hat in einigen Doramas mitgespielt, so in der Realverfilmung (Dorama) von Yūkan Club.
- Murakami Shingo (村上信五, *26. Januar 1982), mit Spitzname Hina, moderiert u. a. auch zwei Radioshows, zum einen Recomen zusammen mit Yoko und zum anderen seine eigene: Murakami Shingo no Jyukan! Kanjani Tsushin.
- Maruyama Ryūhei (丸山隆平, *26. November, 1983), auch Maru, spielt Bass in Kanjani8.
- Yasuda Shōta (安田章大, *11. September 1984), auch Yasu, ist der Gitarrist der Band. Er schreibt die Songtexte und komponiert bei den Subgroups SanKyodai und SubaruBAND.
- Ōkura Tadayoshi (大倉忠義, *16. Mai 1985), auch Tacchon genannt, ist der Schlagzeuger von Kanjani8. Ursprünglich gehörte er zur Juniors Unit MAO.

Ehemalige Mitglieder
- Uchi Hiroki (内博貴, *10. September 1986)
- Shibutani Subaru (渋谷すばる, *22. September 1981), Sänger und Gitarrist
- Nishikido Ryō (錦戸亮, *3. November 1984)
- Ryō, Gitarrist

## Geschichte
Die meisten Mitglieder von Kanjani⚭ traten Johnny’s Entertainment als Kansai Junior’s um 1996–1997 bei. Sie wurden Teil der „Goldenen Ära“ der Juniors. Angeführt von Hideaki Takizawa (Tackey & Tsubasa), konnte die damalige Juniors-Generation schon zu dieser Zeit viele Fans erobern, was auch den Kanjani⚭-Mitgliedern zugutekam.
Nachdem Uchi Hiroki 1999 Johnny’s Entertainment beitrat, wurde eine neue Kansai Junior Unit namens V West gegründet. Die Band bestand aus Uchi Hiroki (Gesang), Yasuda Shōta (Gitarre), Maruyama Ryūhei (Bass), Mizuno Kiyohito (Gitarre) und Imayama Toru (Schlagzeug).
V West hatte eine reguläre Fernsehsendung namens Weekly V West, die auf Kansai TV ausgestrahlt wurde. Die Band war auch populär genug um ein eigenes Konzert abzuhalten. Imayama Toru und Mizuno Kiyohito verließen V West und Johnny’s Entertainment jedoch.
Ōkura Tadayoshi, das achte Kanjani⚭-Mitglied, hatte eigentlich ebenfalls ein V West Mitglied werden sollen. Da er sich jedoch eher für das Tanzen interessierte, lehnte er das Angebot ab. Als Johnny Kitagawa ein achtes Mitglied für Kanjani⚭ suchte und die Position des Schlagzeugers noch nicht belegt war, beschloss Ōkura es zu erlernen und so wurden Kanjani⚭ 2000 gegründet.

### 2001 bis 2003
2001 verringerten sich die Aktivitäten der Kansai Juniors drastisch, da sie nicht so viel Popularität gewinnen konnten, wie erhofft wurde. Das 2001 aufgeführte Musical Another, lieferte letztendlich den ersehnten Erfolg. Seitdem führten Kanjani⚭, unterstützt von den Kansai Juniors, bis 2006 jeden Sommer ein Stück auf. Jedoch dauerte es noch zwei weitere Jahre, bis ihre Shows ausverkauft waren.
Nach Another bekamen die bekanntesten Kansai Juniors die Möglichkeit, ihre eigene Show zu moderieren. Weekly V West wurde als J°Kansai (JCube Kansai) wiedergeboren. J°Kansai wurde auf Channel 8 von Kansai TV ausgestrahlt und die Produzenten dachten, dass es ein schöner Aufhänger wäre, eine acht-köpfige-Band für die Sendung zu gewinnen. Von da an gehörten Kanjani⚭ zur Standarmoderation.
Das „Comeback“ endete mit einem Weihnachtskonzert, einem anderen Event, welches Kanjani8 jedes Jahr bis 2005 im Osaka Shochiku-za Theater veranstaltet wurde.
Obwohl Kanjani⚭ immer noch als eine neue Einheit anzusehen waren, wurden überraschenderweise zwei Mitglieder, Uchi Hiroki und Nishikido Ryō neuen Johnny’s Unit NEWS zu werden. Von da an mussten die beiden ihre Aktivitäten in zwei Bands meistern.

### 2004 bis 2005
Kanjani⚭ konzentrierten sich ihre Aktivitäten in hohem Maße auf die Kansai-Region. Das Osaka Shochiku-za Theater wurde für sie so etwas wie ein heimischer Veranstaltungsort, in dem sie eine treue Fangemeinde aufbauen konnten.
Kanjani⚭ traten das erste Mal 2004 bei dem einmal im Jahr stattfindenden Yagura Dance Bon Odori Festival in der Osaka-jo Hall auf, als Yokoyama und Murakami erfuhren, dass sie im Enka Genre debütieren würden. Die anderen Bandmitglieder erfuhren davon erst später durch einen Zeitungsartikel.
Am 25. August 2004 wurde die nur für die Kansai Region bestimmte limitierte Single Naniwa Iroha Bushi veröffentlicht. Das Lied war ein Hit und schaffte es, obwohl der Verkauf lediglich auf die Kansai Region beschränkt war, auf Platz 8 der Oricon-Single-Charts. Deshalb wurde die Single am 22. September 2004 landesweit veröffentlicht und stürmte den ersten Platz der Charts und war damit auch die erste Enka-Single nach siebzehn Jahren, der dies gelang.
Die landesweite Veröffentlichung markierte das offizielle Debüt der zwei Jahre alten Band. Kanjani⚭ hielten ihr erstes Konzert Kansha ni Eight in Tokyo in Tokyo am 11. November 2004.
Am 15. Dezember 2004 wurde ihr erstes Mini-Album Kansha ni Eight veröffentlicht. Das Weihnachtskonzert 2004 wurde aufgenommen und im darauffolgenden Jahr als ihre erste Konzert-DVD (Excite!!) herausgebracht.
2004 wirkten Kanjani⚭ zusammen mit KAT-TUN auch im Musical DREAM BOY, in dem Takizawa Hideaki die Hauptrolle spielte, mit. Die beiden Bands spielten auch besonders 2005 und 2006 eine tragende Rolle in diesem Musical.
Die Singles von Kanjani⚭ verkauften sich trotz vergleichsweise geringer Werbung weiterhin gut. Ihre zweite Single Osaka Rainy Blues, welche am 2. März 2005 veröffentlicht wurde, erreichte nach der ersten Woche eine Verkaufszahl von über 160.000 Kopien.
Am 14. September schaffte es ihre Single Sukiyanen, Osaka! jedoch nur auf Platz 2, da sie Ayumi Hamasakis Veröffentlichung nicht gewachsen war.
2005 hatten sie das erste Mal ein großes Konzert in Osaka-jo Hall Zenyasai. Unglücklicherweise konnten sie dieses Ereignis nicht komplett bestreiten, da Uchi Hiroki von Johnny’s suspendiert worden war.
Im Februar 2024 änderte die Gruppe im Zuge um den Missbrauchsskandal um den früheren Präsidenten Johnny Kitagawa ihren Namen in Super Eight.

## Sub-Bands
Kanjani⚭ haben verschiedene Sub-Bands innerhalb der Band.
- V.WEST (“five-west”) – Uchi Hiroki, Maruyama Ryuhei, Yasuda Shota, Ōkura Tadayoshi
  - Die Band bestand schon als Band in ihren „Junior’s“-Zeiten. Ōkura Tadayoshi kam als Schlagzeuger hinzu, nachdem die ehemaligen Mitglieder Imayama Tooru und Mizuno Kiyohito diese verließen.
  - Seit Kanjani8 existiert, treten sie nicht mehr als eigenständige Band, sondern nur noch als eine Einheit bei Kanjani⚭ Konzerten.
- MANZAI
  - Yamada – Maruyama Ryūhei (boke), Yasuda Shōta (tsukkomi)
  - Matsubara Kazuhiro – Shibutani Subaru (boke), Murakami Shingo (tsukkomi)

Beide Duos spielen schon seit ihrer Junior Zeit in Konzerten, TV Shows wie Shōnen Club und der Ya-Ya-Yah TV Show
- Die Murakami-Shibutani Kombination spielte außerdem für Downtown (owarai) in Hey! Hey! Hey! Music Champ.

- SubaruBand – Shibutani Subaru (Sänger, Gitarrist, Texter), Yasuda Shōta (Gitarrist, Komponist), Maruyama Ryūhei (Bassist), Ōkura Tadayoshi (Schlagzeuger)
  - Die Band trat während Kanjani⚭ Konzerten auf. Originale, die von Shibutani und Yasuda verfasst wurden, sind: ONE (auch auf dem Album KJ1 F.T.O enthalten), High Position und Down Up. Sie möchten noch mehr originale Lieder verfassen um ihren Traum in live houses zu spielen eines Tages zu verwirklichen
- Kanjimi3/OhYamada – Yasuda Shōta, Maruyama Ryūhei, Ōkura Tadayoshi
  - Da sie relativ selten in Kanjanis⚭ Show Mugendai no Gimon vorkamen, wurden sie mit dem Namen Kanjimi 3 (jimi – japanische Umgangssprache für bescheiden) aufgezogen. Dies wurde später zu OhYamada (ein Akronym ihrer Namen) geändert.
  - Zufälligerweise ist die Band auch Kanjanis Kernstück, da das Trio gewöhnlich während Kanjani-Konzerten Instrumente spielt.
  - Lieder: Ashita (2005 spielt beim ersten Live in der Osaka-jo Hall) und Monaco Blues
- SanKyōdai (3 Brüder) – Yū (Yokoyama Yū), Chipa (Yasuda Shōta), Baru (Shibutani Subaru)
  - Hierbei handelt es sich um eine Akustik-Band. Yoko schreibt die Texte, Chipa komponiert und begleitet auf der Gitarre, während Baru singt.
  - Lieder: Purin (Pudding), Ame-chan (Bonbon-chan), Mikan (Mandarine) und Onigishi. Purin und Onigishi sind auch auf dem Album KJ1 F.T.O enthalten.
- 8 Renja (Eight Ranger)
  - Kanjani⚭ spielen ihre Eito-Ranger-Parodien auf ihren Konzerten. Dies ist Kanjani⚭s aktuelle Sub-Band, die Super Sentai und Power Rangers sehr ähnlich ist. Die Eight Rangers sind Kanjanis Alter Ego, die in all ihren neueren Konzerten seit der X-Mas Party 2005 auftauchen.
  - Die Eito Rangers besitzen ihr eigenes Intro und jede Farbe ihrer Kostüme wird einem bestimmten Mitglied zugeordnet:
    - „Schwarz“ – Yokoyama Yū
    - „Rot“ – Shibutani Subaru
    - „Grün“ – Ōkura Tadayoshi
    - „Orange“ – Maruyama Ryūhei
    - „Blau“ – Yasuda Shōta
    - „Gelb“ – Nishikido Ryō
    - „Nasu“ (Aubergine) für (zartes) Lila – Murakami Shingo

  - Yokoyama ist gewöhnlich dafür verantwortlich das „Konto“ für die Eito Rangers zu schreiben. Sie improvisieren aber auch sehr viel.

## Diskografie

### Alben
| Jahr | Titel                                      | Höchstplatzierung, Gesamtwochen, AuszeichnungChartsChartplatzierungen (Jahr, Titel, Platzierungen, Wochen, Auszeichnungen, Anmerkungen) | Anmerkungen                             |
| Jahr | Titel                                      | JP | Anmerkungen                             |
| ---- | ------------------------------------------ | --- | --------------------------------------- |
| 2004 | Kansha ni Eight                            | JP5 Gold · (32 Wo.)JP | Erstveröffentlichung: 15. Dezember 2004 |
| 2006 | KJ1 F·T·O                                  | JP2 Platin · (25 Wo.)JP | Erstveröffentlichung: 15. März 2006     |
| 2007 | KJ2 Zukkoke Daidassou (KJ2 ズッコケ大脱走) | JP1 Platin · (17 Wo.)JP | Erstveröffentlichung: 6. Juni 2007      |
| 2009 | Puzzle                                     | JP1 Platin · (15 Wo.)JP | Erstveröffentlichung: 15. April 2009    |
| 2010 | 8uppers                                    | JP1 Platin · (27 Wo.)JP | Erstveröffentlichung: 20. Oktober 2010  |
| 2011 | Fight                                      | JP1 Platin · (43 Wo.)JP | Erstveröffentlichung: 16. November 2011 |
| 2012 | 8est                                       | JP1 Platin · (90 Wo.)JP | Erstveröffentlichung: 17. Oktober 2012  |
| 2013 | Juke Box                                   | JP1 Platin · (29 Wo.)JP | Erstveröffentlichung: 16. Oktober 2013  |
| 2014 | Kanjanism                                  | JP1 Platin · (16 Wo.)JP | Erstveröffentlichung: 5. November 2014  |
| 2015 | Kanjani8 no Genki ga Deru CD!!             | JP1 Platin · (14 Wo.)JP | Erstveröffentlichung: 11. November 2015 |
| 2017 | Jam (ジャム)                               | JP1 Platin · (21 Wo.)JP | Erstveröffentlichung: 28. Juni 2017     |
| 2018 | GR8est                                     | JP1 Platin · (26 Wo.)JP | Erstveröffentlichung: 30. Mai 2018      |
| 2021 | 8beat                                      | JP1 Platin · (17 Wo.)JP | Erstveröffentlichung: 17. November 2021 |
| 2024 | Super Eight                                | JP1 Gold · (24 Wo.)JP | Erstveröffentlichung: 31. Juli 2024     |

### Singles
| Jahr | Titel Album | Höchstplatzierung, Gesamtwochen, AuszeichnungChartsChartplatzierungen (Jahr, Titel, Album, Platzierungen, Wochen, Auszeichnungen, Anmerkungen) | Anmerkungen                                           |
| Jahr | Titel Album | JP | Anmerkungen                                           |
| ---- | --- | --- | ----------------------------------------------------- |
| 2004 | Naniwa Iroha Bushi (浪花いろは節) Kansha ni Eight                                                              | JP1 Gold · (14 Wo.)JP | Erstveröffentlichung: 25. August 2004                 |
| 2005 | Osaka Rainy Blues (大阪レイニーブルース) KJ1 F.T.O                                                             | JP4 Gold · (22 Wo.)JP | Erstveröffentlichung: 2. März 2005                    |
| 2005 | Sukiyanen, Osaka / Oh! Enka / Mugendai (好きやねん、大阪. / 桜援歌 (Oh! Enka) / 無限大) KJ1 F.T.Oi             | JP2 Platin · (25 Wo.)JP | Erstveröffentlichung: 14. September 2005              |
| 2006 | Osaka Obachan Rock / Osaka Romanesque (⚭sakaおばちゃんRock / 大阪ロマネスク) KJ1 F.T.O / KJ2 Zukkoke Dai Dassō | JP2 Platin · (17 Wo.)JP | Erstveröffentlichung: 7. Juni 2006                    |
| 2006 | Kan Fu Fighting (関風ファイティング) KJ2 Zukkoke Dai Dassō                                                     | JP1 Platin · (30 Wo.)JP | Erstveröffentlichung: 13. Dezember 2006               |
| 2007 | Zukkoke Otoko Michi (ズッコケ男道) KJ2 Zukkoke Dai Dassō                                                       | JP1 Platin · (23 Wo.)JP | Erstveröffentlichung: 11. April 2007                  |
| 2007 | It’s My Soul (イッツ マイ ソウル) Puzzle                                                                       | JP1 Platin · (20 Wo.)JP | Erstveröffentlichung: 17. Oktober 2007                |
| 2008 | Wahaha (ワッハッハー) Puzzle                                                                                   | JP1 Platin · (11 Wo.)JP | Erstveröffentlichung: 12. März 2008                   |
| 2008 | Musekinin Hero (無責任ヒーロー) Puzzle                                                                         | JP1 Platin · (27 Wo.)JP | Erstveröffentlichung: 29. Oktober 2008                |
| 2009 | Kyu☆Jou☆Show! (急☆上☆Show!) 8uppers                                                                            | JP1 Platin · (19 Wo.)JP | Erstveröffentlichung: 4. November 2009                |
| 2009 | Gift ~Shiro~ Gift" –                                                                                           | JP1 Gold · (6 Wo.)JP | Erstveröffentlichung: 23. Dezember 2009               |
| 2009 | Gift ~Aka~ Gift" –                                                                                             | JP2 Gold · (6 Wo.)JP | Erstveröffentlichung: 24. Dezember 2009               |
| 2009 | Gift ~Midori~ Gift" –                                                                                          | JP3 Gold · (6 Wo.)JP | Erstveröffentlichung: 25. Dezember 2009               |
| 2010 | Wonderful World!! 8uppers                                                                                      | JP1 Platin · (18 Wo.)JP | Erstveröffentlichung: 30. Juni 2010                   |
| 2010 | Life (Me no Mae no Mukou e) (Life~目の前の向こうへ~) 8uppers                                                   | JP1 Platin · (35 Wo.)JP | Erstveröffentlichung: 25. August 2010                 |
| 2011 | T.W.L / Yellow Pansy Street (T.W.L / イエローパンジーストリート) Fight                                         | JP1 Platin · (23 Wo.)JP | Erstveröffentlichung: 20. April 2011                  |
| 2011 | My Home (マイホーム) Fight                                                                                     | JP1 Gold · (13 Wo.)JP | Erstveröffentlichung: 11. Mai 2011                    |
| 2011 | 365 Nichi Kazoku (365 日家族) Fight                                                                            | JP1 Gold · (13 Wo.)JP | Erstveröffentlichung: 8. Juni 2011                    |
| 2011 | Tsubasa ni koi (ツブサニコイ) Fight                                                                            | JP1 Gold · (16 Wo.)JP | Erstveröffentlichung: 17. August 2011                 |
| 2012 | Ai deshita. (愛でした.) 8est                                                                                   | JP1 Platin · (15 Wo.)JP | Erstveröffentlichung: 13. Juni 2012                   |
| 2012 | ER 8est | JP1 Platin · (22 Wo.)JP | Erstveröffentlichung: 25. Juli 2012 als Eight Ranger  |
| 2012 | Aoppana (あおっぱな) Juke Box                                                                                  | JP1 Platin · (21 Wo.)JP | Erstveröffentlichung: 5. September 2012               |
| 2013 | Hesomagari / Koko Ni Shikanai Keshiki Juke Box                                                                 | JP1 Platin · (20 Wo.)JP | Erstveröffentlichung: 24. April 2013                  |
| 2013 | Namida no Kotae Juke Box                                                                                       | JP1 Platin · (23 Wo.)JP | Erstveröffentlichung: 12. Juni 2013                   |
| 2013 | Kokoro Sora Moyou (ココロ空モヨウ) Kanjanism                                                                   | JP1 Platin · (14 Wo.)JP | Erstveröffentlichung: 4. Dezember 2013                |
| 2014 | Hibiki (ひびき) Kanjanism                                                                                      | JP1 Platin · (12 Wo.)JP | Erstveröffentlichung: 15. Januar 2014                 |
| 2014 | King of Otoko (キング オブ 男!) Kanjanism                                                                      | JP1 Platin · (20 Wo.)JP | Erstveröffentlichung: 19. Februar 2014                |
| 2014 | Omoidama (オモイダマ) Kanjanism                                                                                | JP1 Platin · (25 Wo.)JP | Erstveröffentlichung: 2. Juli 2014                    |
| 2014 | ER2 Kanjanism                                                                                                  | JP1 Platin · (16 Wo.)JP | Erstveröffentlichung: 6. August 2014 als Eight Ranger |
| 2014 | Ittajanaika / CloveR (言ったじゃないか/CloveR) Kanjani8 no Genki ga Deru CD!!                                  | JP1 Platin · (15 Wo.)JP | Erstveröffentlichung: 15. Oktober 2014                |
| 2014 | Gamushara Kōshinkyoku (がむしゃら行進曲) Kanjani8 no Genki ga Deru CD!!                                        | JP1 Platin · (12 Wo.)JP | Erstveröffentlichung: 3. Dezember 2014                |
| 2015 | Tsuyoku Tsuyoku Tsuyoku (強く 強く 強く) Kanjani8 no Genki ga Deru CD!!                                        | JP1 Gold · (11 Wo.)JP | Erstveröffentlichung: 3. Juni 2015                    |
| 2015 | Maemuki Scream (前向きスクリーム!) Kanjani8 no Genki ga Deru CD!!                                              | JP1 Platin · (20 Wo.)JP | Erstveröffentlichung: 5. August 2015                  |
| 2015 | Samurai Song (侍唄 (さむらいソング)) Jam                                                                       | JP1 Gold · (10 Wo.)JP | Erstveröffentlichung: 2. Dezember 2015                |
| 2016 | Tsumi to Natsu (罪と夏) Jam                                                                                    | JP1 Platin · (13 Wo.)JP | Erstveröffentlichung: 6. Juli 2016                    |
| 2016 | Panorama (パノラマ) Jam                                                                                        | JP1 Gold · (17 Wo.)JP | Erstveröffentlichung: 12. Oktober 2016                |
| 2016 | Noroshi Jam | JP1 Platin · (13 Wo.)JP | Erstveröffentlichung: 7. Dezember 2016                |
| 2017 | Naguri Gaki Beat (なぐりガキBeat) Jam                                                                          | JP1 Platin · (25 Wo.)JP | Erstveröffentlichung: 25. Januar 2017                 |
| 2017 | Kiseki no Hito (奇跡の人) –                                                                                    | JP1 Platin · (19 Wo.)JP | Erstveröffentlichung: 6. September 2017               |
| 2017 | Otou Seyo (応答セヨ) –                                                                                         | JP1 Platin · (12 Wo.)JP | Erstveröffentlichung: 15. November 2017               |
| 2018 | Koko ni (ここに) –                                                                                             | JP1 Platin · (29 Wo.)JP | Erstveröffentlichung: 5. September 2018               |
| 2019 | Crystal – | JP1 Platin · (28 Wo.)JP | Erstveröffentlichung: 6. März 2019                    |
| 2019 | Tomo Yo (友よ) –                                                                                               | JP1 Gold · (44 Wo.)JP | Erstveröffentlichung: 27. November 2019               |
| 2020 | Re:Live – | JP1 Platin · (41 Wo.)JP | Erstveröffentlichung: 19. August 2020                 |
| 2021 | Kimitomitai Sekai (キミトミタイセカイ) –                                                                       | JP1 Platin · (19 Wo.)JP | Erstveröffentlichung: 10. Februar 2021                |
| 2021 | ひとりにしないよ –                                                                                             | JP1 Gold · (17 Wo.)JP | Erstveröffentlichung: 23. Juni 2021                   |
| 2022 | Kassai – | JP1 Gold · (23 Wo.)JP | Erstveröffentlichung: 6. Juli 2022                    |
| 2023 | Mikansei – | JP1 Platin · (27 Wo.)JP | Erstveröffentlichung: 10. Mai 2023                    |
| 2023 | Ōkami to Suisei –                                                                                              | JP1 Gold · (22 Wo.)JP | Erstveröffentlichung: 9. August 2023                  |
| 2024 | Anthropos – | JP1 Gold · (18 Wo.)JP | Erstveröffentlichung: 24. Januar 2024                 |

### Videoalben
| Jahr | Titel                                                                               | Höchstplatzierung, Gesamtwochen, AuszeichnungChartsChartplatzierungen (Jahr, Titel, Platzierungen, Wochen, Auszeichnungen, Anmerkungen) | Anmerkungen                              |
| Jahr | Titel                                                                               | JP | Anmerkungen                              |
| ---- | ----------------------------------------------------------------------------------- | --- | ---------------------------------------- |
| 2005 | Live DVD: Excite!!                                                                  | JP1 Gold · (111 Wo.)JP | Erstveröffentlichung: 30. März 2005      |
| 2005 | Spirits!!                                                                           | JP3 Gold · (88 Wo.)JP | Erstveröffentlichung: 23. November 2005  |
| 2006 | Dream Boys                                                                          | JP1 Gold · (28 Wo.)JP | Erstveröffentlichung: 28. Juni 2006      |
| 2006 | Heat Up!                                                                            | JP1 Gold · (59 Wo.)JP | Erstveröffentlichung: 6. September 2006  |
| 2007 | 47                                                                                  | JP1 Platin · (92 Wo.)JP | Erstveröffentlichung: 12. Dezember 2007  |
| 2009 | Tour 2∞9 Puzzle                                                                     | JP1 Platin · (62 Wo.)JP | Erstveröffentlichung: 23. September 2009 |
| 2010 | Countdown Live 2009–2010 in Kyocera Dome Osaka                                      | JP1 Gold · (30 Wo.)JP | Erstveröffentlichung: 31. März 2010      |
| 2011 | Kanjani∞ Live Tour 2010-2011 8uppers                                                | JP1 Gold · (46 Wo.)JP | Erstveröffentlichung: 13. April 2011     |
| 2012 | Kanjani∞ Godai Dome Tour Eight X Eighter                                            | JP1 Platin · (47 Wo.)JP | Erstveröffentlichung: 21. März 2012      |
| 2013 | Kanjani∞ Live Tour!! 8est – Minna no Omoi wa Donandai? Bokura no Omoi wa Mugendai!! | JP1 Platin · (60 Wo.)JP | Erstveröffentlichung: 13. März 2013      |
| 2014 | Kanjani∞ Live Tour Jukebox                                                          | JP1 Platin · (48 Wo.)JP | Erstveröffentlichung: 30. April 2014     |
| 2014 | Jussai                                                                              | JP1 Platin · (64 Wo.)JP | Erstveröffentlichung: 24. Dezember 2014  |
| 2015 | Live Tour 2014≫2015 (関ジャニズム) (Kanjanism)                                      | JP1 Platin · (39 Wo.)JP | Erstveröffentlichung: 29. April 2015     |
| 2016 | Omae no haato wo tsukandaru!! (関ジャニ∞リサイタル) (Kanjani Recital)               | JP1 Gold · (23 Wo.)JP | Erstveröffentlichung: 27. Januar 2016    |
| 2016 | Kanjani Eito no Genki ga Deru Live!!                                                | JP1 Platin · (20 Wo.)JP | Erstveröffentlichung: 15. Juni 2016      |
| 2016 | Manatsu no orera wa tsumi na yatsu (関ジャニ∞リサイタル) (Kanjani Recital)          | JP1 Gold · (30 Wo.)JP | Erstveröffentlichung: 16. November 2016  |
| 2017 | Kanjani’s Eightertainment (関ジャニ’sエイターテインメント)                          | JP1 Gold · (33 Wo.)JP | Erstveröffentlichung: 10. Mai 2017       |
| 2018 | Kanjani’s Eightertainment Jam (関ジャニ’sエイターテインメント ジャム)               | JP1 Platin · (34 Wo.)JP | Erstveröffentlichung: 7. März 2018       |
| 2019 | GR8est Kanjani’s Eightertainment GR8est (関ジャニ'sエイターテインメント)            | JP1 Platin · (39 Wo.)JP | Erstveröffentlichung: 23. Januar 2019    |
| 2019 | Jyugosai (十五祭)                                                                   | JP1 Platin · (15 Wo.)JP | Erstveröffentlichung: 30. Oktober 2019   |
| 2022 | Kanjani’s Re:Live 8Beat                                                             | JP1 Gold · (20 Wo.)JP | Erstveröffentlichung: 18. Mai 2022       |
| 2022 | Kanjani∞ Stadium Live 18祭                                                          | JP1 Gold · (38 Wo.)JP | Erstveröffentlichung: 30. November 2022  |
| 2023 | Kanjani∞ Dome Live 18祭                                                             | JP1 Gold · (21 Wo.)JP | Erstveröffentlichung: 28. Juni 2023      |
| 2025 | Arena Tour 2024 Super Eight                                                         | JP— GoldJP | Erstveröffentlichung: 14. Mai 2025       |
| 2025 | 超DOME TOUR 二十祭                                                                  | JP— GoldJP | Erstveröffentlichung: 16. Juli 2025      |

### Auszeichnungen für Musikverkäufe
Anmerkung: Auszeichnungen in Ländern aus den Charttabellen bzw. Chartboxen sind in ebendiesen zu finden.
| Land/RegionAuszeichnungen für Musikverkäufe (Land/Region, Auszeichnungen, Verkäufe, Quellen) | Gold       | Platin       | Verkäufe   | Quellen    |
| -------------------------------------------------------------------------------------------- | ---------- | ------------ | ---------- | ---------- |
| Japan (RIAJ)                                                                                 | 32× Gold32 | 57× Platin57 | 17.450.000 | riaj.or.jp |
| Insgesamt                                                                                    | 32× Gold32 | 57× Platin57 |            |            |

## Konzerte / Tournee
- X-mas Party [Weihnachtskonzert] (2002 – 2005) in Osaka Shochiku-za
- Osaka-jo Hall Zenyasai erstes live (Sommer 2005)
- F.T.O.N. (Funky Tokyo Osaka Nagoya) erste Tour (Sommer 2006)
- Erste landesweite Tournee (Herbst 2006)
- Zweite landesweite Tournee (Winter 2006)
- KANJANI⚭ Dome Concert in Osaka “Eh? Honma?! Bikkuri!” (24. bis 25. Februar 2007) im Kyocera Dome Osaka
- KANJANI⚭ landesweite 47 Präfekturen Tour “Eh? Honma?! Bikkuri! Tour 2007” (3. Mai bis 30. September 2007)
- KANJANI⚭ Live Tour 2008! “8 Da Yo! Zenin Shugo!” (3. April bis 18. Mai 2008)
- KANJANI⚭ Live Tour 2008 “Natsu Da! Tsuua Da! Wahaha!” (6. Juli bis 31. August 2008)
- KANJANI⚭ Tour 2009 Puzzle (10. Mai bis 30. Juli 2009)
- KANJANI⚭ Dome Concert 2009-2010 im Kyocera Dome Osaka (30. Dezember 2009 – 1. Januar 2010)
- KANJANI⚭ Live Tour 2010→2011 8uppers (30. Oktober 2010 – 1. Januar 2011)

## Musicals
- Summer Specials:
  - Another (2002)
  - Douton Boys (2003)
  - Summer Storm (2004)
  - Magical Summer (2005)
  - Another’s Another (2006)
- Magical Musical Dream Boy (2004)
- Hey!Say!Dream Boy(2005)
- Dream Boys (2006)